# 丑角 (歌剧)
《丑角》（Pagliacci）是一部意大利歌剧，分为序幕和两幕，該歌劇的音乐和剧本由鲁杰罗·莱翁卡瓦洛创作。歌劇院经常将丑角与皮埃特罗·马斯卡尼的乡村骑士一起上演，因此這兩部歌劇有時被合称为 "骑士和丑角"。
丑角于1892年5月21日在米兰的达尔维姆剧院首演，由阿图罗·托斯卡尼尼負責指挥，阿德琳娜·斯特勒饰演内达，菲奥雷洛·吉罗饰演卡尼奥，维克多·莫雷尔饰演托尼奥，马里奥·安科纳饰演西尔维奥。內莉·梅爾巴于1893年在伦敦饰演丑角中的内达。丑角在意大利首演后不久，它于1893年6月15日在纽约演出，並由Agostino Montegriffo饰演卡尼奥。